# Thubten Yeshe
Thubten Yeshe (1935–1984), también conocido como Lama Yeshe, fue un lama tibetano gelugpa que, durante su exilio en Nepal, cofundó junto con Lama Zopa Rimpoché el monasterio de Kopán (1969) y la Fundación para la Preservación de la Tradición Mahayana (FPMT) (1975). Seguía la tradición gelugpa. Lama Yeshe viajó por varios países del mundo, donde impartió enseñanzas sobre budismo tibetano hasta su muerte.

## Biografía
Lama Thubten Yeshe nació en el Tíbet en 1935, no muy lejos de Lhasa, en la ciudad de Tolung Dechen. A dos horas de camino a caballo se encontraba la Chi-me Lung Gompa, hogar de monjas de la tradición gelug. Desde temprana edad expresó el deseo de llevar una vida religiosa. Cuando tenía seis años, recibió el permiso de sus padres para ingresar al monasterio de Sera Je en Lhasa, uno de los tres grandes centros monásticos gelug situados en los alrededores de Lhasa. Fue llevado allí por su tío, Ngawang Norbu, que prometió a la madre del joven que cuidaría bien de él. A la edad de ocho años fue ordenado monje novicio por Purchog Jampa Rinpoche.
Permaneció en Sera hasta los veinticinco años. De Kyabje Trijang Rinpoche, el tutor júnior de Tenzin Gyatso, recibió enseñanzas sobre el curso "Lam Rim" hacia la iluminación. Además, recibió muchas iniciaciones tántricas y discursos tanto del tutor júnior como del tutor principal, Kyabje Ling Rimpoché, así como de Drag-ri Dorje-chang Rimpoché, Song Rimpoché, Lhatzün Dorje-chang Rimpoché y muchos otros grandes gurús. Entre los otros maestros que guiaron su desarrollo espiritual se encuentran Gueshe Thubten Wangchug Rimpoché, Gueshe Lhundrub Sopa Rimpoché, Gueshe Rabten y Gueshe Ngawang Gedun. Esta fase de su formación llegó a su fin en 1959. Con la invasión china de 1959, Lama Yeshe se dirigió a Bután y, desde allí, al campo de refugiados tibetanos de Buxa Duar, en Bengala Occidental (al noreste de la India). Allí continuó sus estudios y a la edad de 28 años, recibió la ordenación de monje completo de Kyabje Ling Rimpoché.
Jeffrey Paine, un reconocido escritor estadounidense, cuenta que Lama Yeshe rechazó deliberadamente el grado de geshe, a pesar de haber estudiado para ello. Cuando se le preguntaba por qué había rechazado este título, se reía: "¿Y ser Gueshe Yeshe?". Allí, uno de sus maestros, Gueshe Rabten, le confió el cuidado de un monje más joven, Thubten Zopa Rimpoché, también discípulo suyo. Zopa Rinpoche, entonces un niño pequeño, comenzó a recibir instrucción adicional de Lama Yeshe. Ambos trabajarían juntos durante toda la vida de Lama Yeshe. En 1967, Lama Yeshe comenzó a enseñar a estudiantes occidentales. Zina Rachevsky, en el monasterio de Ghum, en Darjeeling (India), se convirtió en la primera estudiante occidental de los lamas. Después viajaron con ella a Nepal en 1968, donde comenzaron a enseñar a más occidentales. El número de estudiantes continuó creciendo, lo que finalmente dio lugar a la fundación de los monasterios de Kopán (en las inmediaciones de Katmandú) y Lawudo. El primer "Curso de meditación de un mes" anual se celebró allí en noviembre de 1971. En respuesta a la creciente demanda de sus estudiantes occidentales (en su mayoría hippies), los lamas decidieron abrir un centro hermano para realizar retiros. En 1972, junto con algunos de sus estudiantes occidentales, compraron una antigua casa colonial en una colina por encima de McLeod Ganj, en Dharamkot, Himachal Pradesh (India), donde se fundó el Tushita Meditation Centre. En esta época, la comunidad religiosa tibetana consideraba indeseable la enseñanza a los occidentales. Por ese motivo, según, J. Paine, otros tibetanos calificaban a Lama Yeshe de paisa lama, es decir, de alguien interesado principalmente en el dinero. En 1974, los lamas empezaron a hacer giras y a enseñar en Occidente. Como resultado de sus viajes, se creó una red mundial de centros para las enseñanzas y la meditación budistas: la Fundación para la Preservación de la Tradición Mahayana (FPMT).
Entre 1977 y 1978, Lama Yeshe dio clases en la Universidad de California en Santa Cruz, donde impartió la asignatura de Budismo tibetano. Durante ese tiempo, también asistió a cursos en la universidad sobre filosofía occidental. El 3 de marzo de 1984, tras una intensa década de impartir una gran variedad de enseñanzas, a la edad de cuarenta y nueve años, Lama Yeshe falleció en el Centro Médico Cedars-Sinaí de Los Ángeles tras sufrir un derrame cerebral. Murió veinte minutos antes del amanecer del primer día de Losar, el "Año nuevo tibetano", y fue incinerado en el Vajrapani Institute de Boulder Creek (California), donde hay una estupa en su honor.
Tras su muerte, el XIV dalái Lama Tenzin Gyatso, nombró a un español llamado Ösel Hita Torres como su reencarnación, pero este renunció al  reconocimiento cuando cumplió su mayoría de edad.

## Obras
- 2018: Mahamudra: How to Discover Our True Nature. ISBN 9781614293958.
- 2016: Libertad por el conocimiento: el camino budista a la felicidad y a la liberación. ISBN 978-8494532726.
- 2014: Cuando ya no queda chocolate. ISBN 9788496478800.
- 2008: El gozo de la meditación avanzada: la práctica de los seis yogas de Naropa. ISBN 9788496478282.
- 2013: La práctica de vajrasattva. ISBN 9788494020766.
- 2012: La mente silenciosa: budismo, mente y meditación. ISBN 9788496478749.
- 2009: La esencia del budismo tibetano. ISBN 9788496478473.
- 2008: El camino tántrico de la purificación: el método de yoga de Heruka Vajrasatva. ISBN 9788496478329.
- 2008: Ego, apego y liberación: aprende a superar tu burocracia mental: un curso de meditación de cinco días. ISBN 9788496478404.
- 2006: Vivir el camino. ISBN 9788493423179.
- 2005: Claridad y vacuidad: el tantra de Avalokitesvara. ISBN 9788486615321.
- 2003: Tu mente es un océano: aspectos de la psicología budista. ISBN 9788436827767.
- 1997: Introducción al tantra: una visión de la totalidad. ISBN 9788486615628.
- 1995: La realidad humana. ISBN 9788486615239.
- 1994: Tara, la energía femenina que libera. ISBN 9788486615420.
- 1988: Enseñanzas sobre Tara. ISBN 9788486615185.
- 1979: La energía de la sabiduría. ISBN 9788485598014.